# Wayne Thomas Satz
Wayne Thomas Satz (10 de enero de 1945 - Studio City, Los Àngeles, 24 de diciembre de 1992) fue un reportero estadounidense, que informó por primera vez sobre el juicio preescolar McMartin. Su primera transmisión relacionado con McMartin se emitió en KABC-TV en Los Ángeles el 2 de febrero de 1984. También fue abogado.  Finalmente también actuó como actor en tres películas.

## Vida y carrera
Satz cubrió muchos de los procedimientos legales más celebrados de Los Ángeles en los últimos años de su vida. Sin embargo fue su trabajo en el caso McMartin, donde saltó a la fama. Allí recibió dos premios Golden Mike por su trabajo.
Sin embargo es importante mencionar, que Satz presentó una versión indiscutible de las afirmaciones de los niños y los padres en el caso y que se involucró personalmente cuando entabló una relación romántica con Kee MacFarlane, la trabajadora social del Children's Institute International, que estaba entrevistando a los niños. Satz no reveló la relación y continuó informando de esa manera sobre los reclamos no cuestionados, contribuyendo así a un caso que fue un verdadero escándalo judicial a nivel nacional. De hecho fue uno de los escándalos judiciales más grandes de los años 80.
Satz murió en 1992, a los 47 años de un ataque al corazón. Fue encontrado muerto en su casa de Studio City, Los Ángeles. 

## Cultura popular
Wayne Satz aparece en la película Enjuiciamiento: El Caso McMartin (1995), donde fue interpretado por Mark Blum y en el que es tratado el caso McMartin. Fue descrito de forma negativa en la película.